# Elytrophorus spicatus
Elytrophorus spicatus är en gräsart som först beskrevs av Carl Ludwig von Willdenow, och fick sitt nu gällande namn av Aimée Antoinette Camus. Elytrophorus spicatus ingår i släktet Elytrophorus och familjen gräs. IUCN kategoriserar arten globalt som livskraftig. Inga underarter finns listade i Catalogue of Life.